# Avannaata Qimussersua
Avannaata Qimussersua är en grönländsk slädhundstävling som anordnas 
av Kalaallit Nunaanni Qimussertartut Kattuffiat varje år. Tävlingen avhölls första gången år 1989 i Uummannaq. Den hade ett uppehåll år 2020 på grund av Covid-19-pandemin men återkom året efter.
Deltagarna, som huvudsakligen kommer från Grönlands västkust, kvalificerar sig till loppet via regionala tävlingar. Loppet avhålls alltid norr om polcirkeln i Västgrönland men startplatsen varierar från år till år.
2025 års utgåva av tävlingen går av stapeln den 29 mars med start och mål på sjön Oqummiannguup tasia utanför Sisimiut. 28 hundförare från nio olika regioner har kvalificerat sig till det omkring 40 kilometer långa loppet. USA:s konsulat i Nuuk stöder tävlingen med "ett större belopp".